# Moules frites

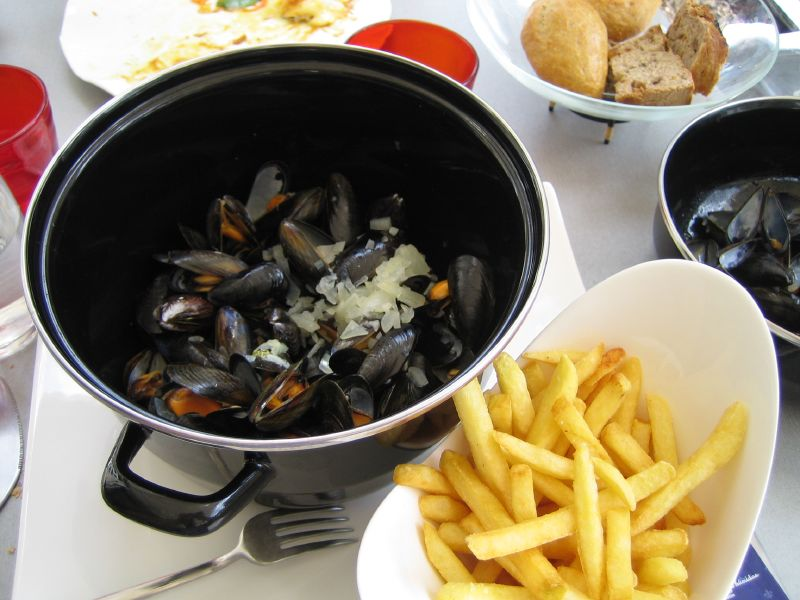
En portion moules frites.

Moules frites (även moules et frites eller moules-frites; egentligen moules avec frites) är en maträtt bestående av kokta musslor och friterad potatis. Ofta serveras den med tillbehör i separata kärl, där musslorna serveras i ett svart kärl. Musslorna kan ångkokas i lag med exempelvis vin, lök och kryddor. Den betraktas som en enkel rätt att tillaga.
Vanliga tillbehör är bröd, majonnäs och salt. Till rätten dricks vanligen vitt vin eller öl.
Moules frites är en belgisk nationalrätt.

## Varianter
Musslorna till moules frites tillagas i en mängd olika varianter.
- Moules marinières (sjömanshustruns musslor) – den vanligaste och mest klassiska varianten. Musslorna kokas i vitt vin med (stekt) schalottenlök. Övriga ingredienser är persilja och smör.[4]
- Moules à la crème – en variant med grädde tillsatt i såsen.[4]
- Moules parquées – musslor som serveras råa i den ena halvan av skalet tillsammans med en citron och senapssås.
- Moules provençale – (provensalska musslor), är en variant med tomat och tomatpuré.
- Moules basquaise – (baskiska musslor), är en variant med tomat och pimiento.
- Moules à la bière – musslorna kokas i öl istället för vitt vin.[4]
- Serverade i en vegetarisk buljong, med selleri, purjolök och gul lök.[4]

## Källhänvisningar
1. ↑  "Les moules frites". Arkiverad 8 mars 2015 hämtat från the Wayback Machine. France.fr. Läst 14 januari 2015. (franska)
2. 1 2  "Belgien". NE.se. Läst 14 januari 2015.
3. ↑  ”Belgien - Uppslagsverk - NE.se”. www.ne.se. https://www.ne.se/uppslagsverk/encyklopedi/l%C3%A5ng/belgien. Läst 23 april 2018.
4. 1 2 3 4  "Mussels". Visitbelgium.com. Läst 14 januari 2015. (engelska)